# Pleiochasium
Das Pleiochasium ist ein zymöser Blütenstand, also ein Spezialfall der sympodialen Verzweigung: Unter der endständigen Blüte (Terminalblüte) der Hauptachse entspringen an einem Punkt mehrere Nebenachsen. Diese sind wieder von einer Terminalblüte begrenzt, unterhalb dieser entspringen wiederum Nebenachsen. Diese sind in ihrer Anzahl oft auf zwei reduziert, so dass das Pleiochasium in ein Dichasium übergeht. Pleiochasien sind oft bei den Wolfsmilchgewächsen zu finden.
Eine Sonderform des Pleiochasium ist die Trugdolde.
Brockhaus' Kleines Konversations-Lexikon definierte die Trugdolde die als eine "[...] Form des sympodialen Blütenstandes, bei der unter einer endständigen, die Hauptachse abschließenden Blüte in gleicher Höhe aus der Hauptachse Blütenstiele entspringen, die dann einen der Dolde [...] ähnlichen Blütenstand ergeben." Durch die kurze Hauptachse und die unverzweigten, gleich langen Nebenachsen wirkt der Blütenstand wie eine Dolde. Es tragen aber nicht nur die Nebenachsen Blüten, sondern auch die kurze Hauptachse, die sehr reduziert sein kann. Diese Terminalblüte blüht zumeist deutlich als erste auf und dient als Unterscheidungsmerkmal zur Dolde. Eine echte Dolde besitzt nach dem Verzweigungspunkt nur noch Nebenachsen und keine Hauptachse mehr, die Blüten erblühen meist von außen nach innen.

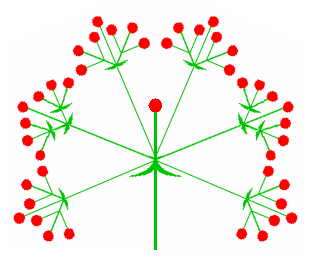
Schema eines Pleiochasium
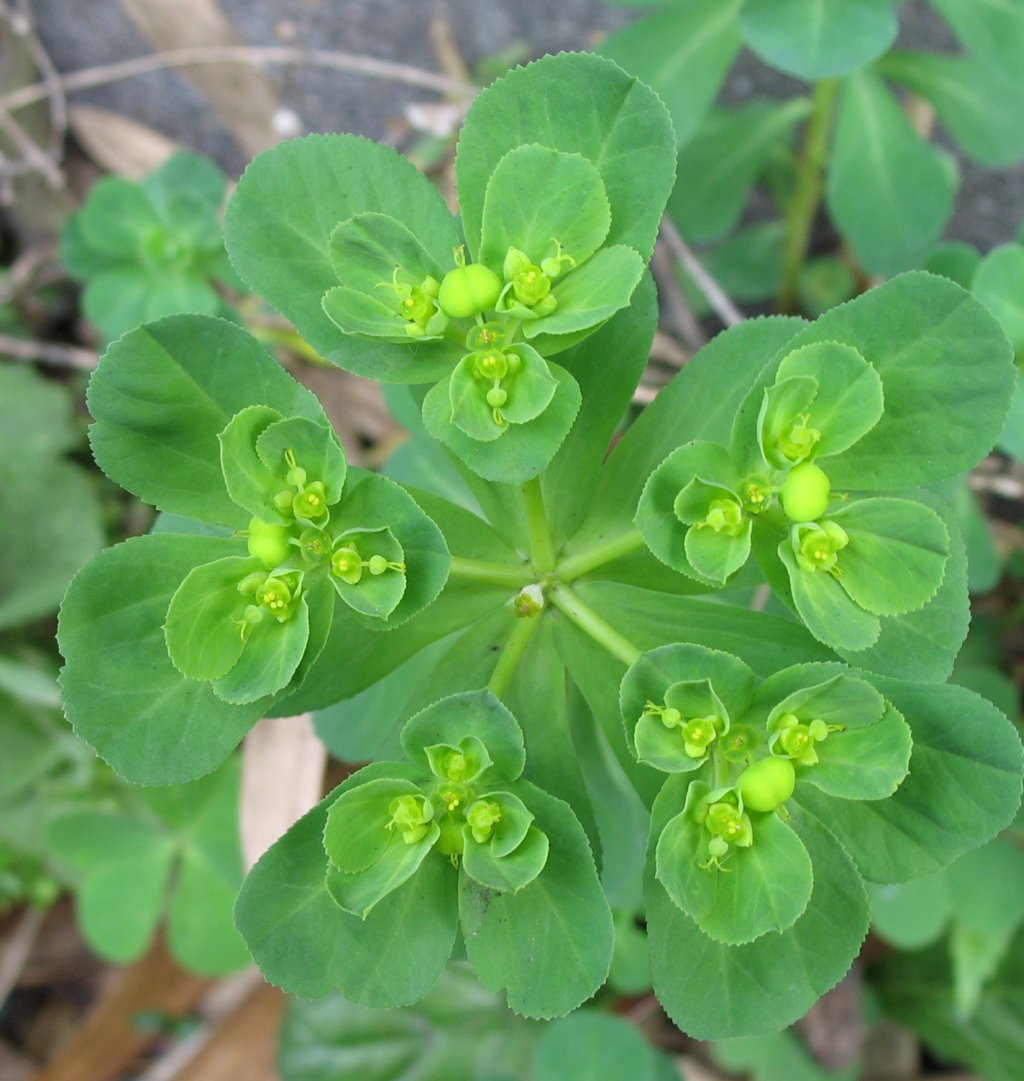
Pleiochasium der Sonnwend-Wolfsmilch